# Fort Lauderdale Stadium
 (avril 2025).
Le Fort Lauderdale Stadium est un stade de baseball situé à Fort Lauderdale en Floride. 
Cette enceinte inaugurée en 1962 est utilisée depuis 1996 par la franchise de MLB des Baltimore Orioles afin de préparer ses saisons pendant les mois de février et de mars. Entre 1962 et 1995, les New York Yankees utilisent ce stade comme camp d'entraînement.
Les dimensions du terrain sont de  : champ gauche 332′ 0″ (101,19 m), champ centre 401′ 0″ (122,22 m) et champ droit 320′ 0″ (97,54 m).